# Lokomotiva Tomáš: Plnou parou vpřed!
Lokomotiva Tomáš: Plnou parou vpřed! je britský film z roku 2005. Režisérem filmu je duo Steve Asquith. Hlavní role ve filmu ztvárnili Michael Angelis.

## České znění
| Bohuslav Kalva |

Režie – Helena Dytrtová. České znění vyrobilo DiGi Media dabing pro Televizní studio Minimax v roce 2006.